# والتر ریکومی
والتر ریکومی (ایتالیایی: Walter Riccomi؛ زادهٔ ۱۸ ژانویهٔ ۱۹۵۰) دوچرخه‌سوار اهل ایتالیا است.